# Taiwanoppia pacifica
Taiwanoppia pacifica är en kvalsterart som först beskrevs av Ohkubo och Aoki 1995.  Taiwanoppia pacifica ingår i släktet Taiwanoppia och familjen Oppiidae. Inga underarter finns listade i Catalogue of Life.